# Ca' Tron (Roncade)
Ca' Tron ([kaˈtɾoŋ] in veneto) è una frazione del comune di Roncade.
Il minuscolo abitato sorge in una zona di aperta campagna, ben distante dal capoluogo comunale (7,5 km).

## Storia
I numerosi ritrovamenti testimoniano una forte presenza umana nella zona sin dai tempi più antichi. Nel 2003, per esempio, furono rinvenuti i resti di un ponte in legno risalente a 3.000-3.200 anni fa, lungo il tracciato dell'antica via Annia: questa importante scoperta prova che la strada era esistente, e quindi la zona civilizzata, già in epoca pre-paleoveneta.
La località, già feudo dei Collalto, era anticamente nota come Cal di Meolo perché vi passava una strada che conduceva, appunto, alla vicina Meolo. Nel XVI secolo i terreni della zona furono acquistati dalla famiglia patrizia dei Tron, che vi installò un'azienda agricola. L'antica tenuta, attorno alla quale è sorto l'abitato, si è evoluta oggi in una vasta azienda agricola (1.100 ha) gestita da Cattolica Assicurazioni
.
Nel 1935 fu istituita la parrocchia, scorporandone il territorio da San Cipriano e Musestre.

## Monumenti e luoghi d'interesse
In località Burano, subito a nord del centro, si trova una cappelletta sconsacrata del XVIII secolo, primo edificio sacro della zona .
L'attuale chiesa parrocchiale (appartenente alla diocesi di Treviso, vicariato di Monastier) fu costruita prima della prima guerra mondiale e custodisce, tra le altre opere, una pala di fine Settecento.
In località Bagaggiolo era pure stata costruita una chiesetta per le necessità religiose dei residenti, troppo lontani dalla parrocchiale. La presenza dell'edificio, demolito, è ricordata da un piccolo capitello.
Da ricordare anche gli edifici della tenuta agricola con il parco, dove sorge un grazioso laghetto.
Ciò che più caratterizza la zona è però il paesaggio agricolo, rimasto pressoché inalterato dalle ultime bonifiche vista la marginalità del territorio.

## Economia
Negli ultimi anni Ca' Tron è balzata più volte agli onori delle cronache perché ospita la sede di un incubatore per startup (H-Farm). Ad esempio uno dei primi atti di Matteo Renzi in veste di Presidente del Consiglio, è stato quello di visitare il 26 febbraio 2014 questa realtà che nel corso di una decina di anni (è nata nel 2005) ha restaurato diversi casolari abbandonati. Inoltre, nell’ambito dello sviluppo del campus, è stato istituito H‑FARM College, un istituto universitario che offre lauree in lingua inglese in ambiti quali business digitale, management, tecnologia, intelligenza artificiale, data science e design, in collaborazione con università partner come Ca’ Foscari e University of Chichester.